# Ninja Gaiden 3
Ninja Gaiden 3 — компьютерная игра в жанре action-adventure, разработанная японской компанией Team Ninja и изданная Koei Tecmo. Игра является сиквелом Ninja Gaiden II. Выпущена во всем мире в марте 2012 года на игровых приставках PlayStation 3 и Xbox 360.
По сравнению с предшественником, в Ninja Gaiden 3 представлены новая игровая механика и дизайн, переработаны многие механики. Игра получила смешанные оценки критиков, которые указывали на существенную упрощенность.
Обновленная версия игры, Ninja Gaiden 3: Razor’s Edge, была издана позднее в том же году, первоначально компанией Nintendo для собственной приставки Wii U.

## Сюжет
Сюжет игры начинается с вызова Рю в Силы самообороны Японии для помощи в ликвидации террористической группы, возглавляемой загадочным алхимиком Регентом Маски (англ. Regent of the Mask), который лично хочет встречи с Драконом-Ниндзя (англ. Dragon Ninja). Алхимик накладывает на правую руку Рю проклятие «Хватка убийства» (англ. Grip of the Murder) при их встрече в лондонской резиденции Премьер-министра Великобритании. Проклятие питается жизнями, отнятыми Рю, в результате чего меч Дракона (англ. Dragon Sword) поглощается рукой Рю. Позднее Рю и служащий Сил самообороны Мидзуки МакКлауд (англ. Mizuki McCloud) наблюдают за тем, как Регент требует капитуляции всех мировых государств в течение семи дней, которые в противном случае ждет полное уничтожение.
После перехвата кораблем «Юнаги» (англ. Yunagi) Сил самообороны сигнала, исходящего из пустыни Руб-эль-Хали, Рю вместе с Мидзуки направляются туда и находят Аянэ (англ. Ayane). Она по приказу Хаятэ (англ. Hayate) передает им сокровище клана Тэнсин (англ. Tenshin) — меч Дзинран-Мару (англ. Jinran-Maru). Рю добирается до находящейся в пустыне башни, где опять встречается с Регентом Маски, который рассказывает, что меч Дракона использовался болезнью «Хватка убийства» как носитель проклятия, структура меча разрушилась и слилась с рукой Рю. Также Регент объясняет, что без лечения проклятия рука будет гнить изнутри, и проклятие будет распространяться по телу, что убьет Рю. Пережив вертолетную атаку, Рю возвращается на «Юнаги», где встречает приёмную дочь Мидзуки, Канну (англ. Canna), и её дядю, Клиффа Хиггинса (англ. Cliff Higgins). Клиф объясняет, что группа, с которой ни боролись, называется «Повелители Алхимии» (англ. Lords of Alchem).
Рю отправляется на остров Абисмо (англ. Abismo), где снова встречается с Регентом и побеждает созданного им Гигантозавра. Рю обнаруживает, что Мидзуки была схвачена. Рю спасает её, однако сам получает усыпляющий выстрел и теряет сознание.
Рю приходит в себя в симуляторе виртуальной реальности, где его встречает привлекательная и зловещая Соблазнительница (англ. Lovelace). Она показывает, что и в симуляции он может быть убит, после чего он вынужден пройти через симуляцию. Рю переносится в места его прошлого, начиная от дирижабля к Vigoor, к Sky City в Токио, к резиденции премьер-министра, где он сразился с виртуальным Регентом Маски. Сбежав, Рю пробирается с боем сквозь охрану «Повелителей Алхимии». В итоге он находит Канну, и они сбегают вместе к её матери. Они ищут Мидзуки, который находится в плену у Регента. После их воссоединения, Регент безжалостно заковывает Соблазнительницу в прототип «Божьего яйца» (англ. God’s Egg), и Рю вынужден сразиться с мутировавшей версией Соблазнительницы. После победы над её изменённой формой Рю сбегает с Канной и Мидзуки, но его арестовывает армия США. За свои действия они получают выговор от Капитана Хэйнлёрна (англ. Captain Heinlern) и приказ о немедленном прекращении операции. Рю на вертолете транспортируют в деревню Хаябуса (англ. Hayabusa Village) для поиска способа снять проклятие.
Первым делом Рю посещает могилу Гэнсина (англ. Genshin), где он оставил меч Blade of the Archfiend в конце игры Ninja Gaiden II. Он забирает меч и возвращается в деревню, сражаясь с толпами мстительных ниндзя клана Чёрного паука (англ. Black Spider Ninja), пока «Хватка убийства» не начинает сказываться на нем, вызывая потерю сознания. Он приходит в себя в доме главы клана, исцеленный девой Усыпальницы дракона (англ. Dragon Shrine Maiden) Момидзи (англ. Momiji). Рю и Момидзи находят хижину отшельника, где живёт его отец Джо Хаябуса (англ. Joe Hayabusa). По пути на них нападает не только ниндзя клана Чёрного паука, но и волшебница Обаба (англ. Obaba), которая каким-то образом вернулась к жизни. После боя они продолжают путь к дому Джо. Джо рассказывает Рю, что проклятие — это кармический долг за все, сделанное кланом ниндзя Дракона в течение поколений.
После возвращения на «Юнаги» Рю отправляется на операцию в Антарктиде, при этом Клифф настаивает на том, что он должен оказывать ему поддержку. После победы над многочисленными врагами, включая злую версию себя по имени Эпигон (англ. Epigonos), начинает действовать проклятие «Хватка убийства». Клифф разоблачает себя как члена «Повелителей Алхимии»", а также своего деда Эштира Хиггнса (англ. Ashtear Higgins), председателя «Повелителей Алхимии», который поясняет, что Клифф — шеф исследований, проводимых «Повелителями Алхимии»", и что у него есть планы в отношении Канны. Вскоре после этого Рю пытается преследовать Клиффа и Эштира, но отстает, сбитый с ног их самолётом. Клифф говорит Рю, что они должны встретиться на «Черном нарвале» (англ. Black Narwhal) — загадочном подводном авианосце, который, как думали, был распущен. Рю подбирает Кэн Исигами (англ. Ken Ishigami) из Сил самообороны Японии и транспортирует его на судно ООН, где Рю сообщают о пропаже Канны.
Рю и Мидзуки пролетают над Чёрным нарвалом, Рю спрыгивает и, снижаясь, следует за кораблями сопровождения перед тем как приземлиться на главном корабле. Здесь он встречает Эштира и побеждает его. Рю узнает о его планах в отношении Канны прямо перед тем, как убить его. Он продолжает искать её на корабле. Наконец, он находит Регента Маски, который наблюдает за слиянием Канны с «Божьим яйцом». Рю побеждает Регента Маски и, в потрясении, обнаруживает, что этот человек — отец Канны Теодор Хиггинс (англ. Theodore Higgins), которого считали мертвым. Появляется Клифф и рассказывает, что он убил своего брата, когда тот пытался остановить его план, но умер он от руки Рю. Он вернул брата к жизни, стер его воспоминания и управлял им посредством блока искусственного интеллекта, установленного в маске. Наблюдавшаяся за этим Канна называет Рю убийцей и, слившись с «Божьим яйцом», становится Богиней (англ. Goddess) и обладательницей меч Дракона, тогда как «Черный нарвал» тонет в океане.
Рю, Мидзуки и Исигами преследуют Богиню до Токио, где она оставляет след из разрушений. На Рю и Мидзуки нападает Клифф, который принял форму мутировавшей твари. Рю и Мидзуки терпят поражение и без малого убиты, когда появляется Теодор и убивает Клиффа — его воспоминания полностью восстановлены. Рю и Теодор продолжают преследование Богини и, когда они практически достали её, Теодор предает Рю, заявляя, что Клинок Архидемона (англ. Blade of the Archfiend), которым пользуется Рю, убьет не только Богиню, но и Канну без разбора, поскольку это — меч зла. Между ними происходит последняя битва. После получения смертельной раны от клинка Рю, Теодор произносит заклинание, снимающее проклятие. Рю понимает, что Теодор пожелал умереть в искупление.
Начинается битва Рю с Богиней. В кульминации схватки оба меча, Blade of the Archfiend Рю и меч Дракона Богини, поломаны до рукоятей. Первоначальный меч Дракона возвращается к Рю, который разрубает им Богиню напополам, убивая её. Канна падает в руки Рю, спасенная и живая. Рю оставляет её в безопасном месте, где Мидзуки вскоре её находит. Выполнив свой долг, Рю уходит к восходящему солнцу.

## Геймплей
В геймплее Ninja Gaiden 3 представлены новые механики и изменены старые. Одним из новшеств является так называемый Steel on Bone (с англ. — «сталь на кости»), представляющий собой визуальный кинематографический трюк, позволяющий игроку прорезать тело в замедлении. Обновленная механика Kunai Climb (с англ. — «восхождение kunai») включает в себя залезание персонажа на определённые стены с использованием его kunai, что может быть полезно для атаки врагов сверху. В некоторых ситуациях игрок должен быть скрытным, поскольку Рю теперь может подкрасться к врагу и убить его одним ударом. Враги во время боя говорят и не умирают быстро, при получении повреждений они испытывают страдания и кричат. Больше нет возможности обезглавливать или расчленять врагов, вместо этого они покрываются кровью и ослабевают.
Среди других изменений так называемый «скользящий манёвр», заменяющий механику Reverse Wind Technique (с англ. — «техника обратного ветра») из предыдущих игр. «Маневр» может использоваться для преодоления маленьких пролазов или для атаки врагов. Концепция механики Ultimate Technique (с англ. — «максимальная техника») немного изменилась в форме проклятой правой руки Рю, известной как Grip of the Murder (с англ. — «хватка убийства»): при убийстве определённого числа врагов рука светится красным. При этом игрок может зарядить «максимальную атаку» посредством поглощения находящихся поблизости трупов вместо использования эссенции.
В отличие от предыдущих игр, HUD игры появляется только в при нахождении Рю в режиме боя, в остальное время он исчезает. Магазин Muramasa отсутствует, персонаж получает новые мечи по мере прохождения игры. Он также может получить доступ к сюрикэнам и высокотехнологичному луку. Стрелы для этого лука также улучшаются по мере прохождения игры. Стреляющее оружие обладает бесконечным боезапасом. Соответствующие предметы, по сути, в игре не существуют. Статуи Дракона, позволяющие осуществить сохранение и лечение персонажа, заменены появляющимся по сценарию Соколом, который садиться на руку Рю в определённых точках уровня, при этом происходит сохранение игры и полное восстановление здоровья персонажа. Концепция Ninpo была полностью переработана. В однопользовательском режиме персонаж имеет доступ лишь к одному Ninpo, который превращает Рю в огромного дракона огня. Для его активации игрок должен заполнить полоску, которая находится ниже полоски здоровья. После заполнения этой полоски возможна активация Ninpo, в результате чего будут уничтожены все находящиеся на экране враги, а также восстановлено здоровье персонажа. Степень восстановления здоровья зависит от количества оставшихся врагов при активации Ninpo. В многопользовательских режимах (как кооперативном, так и соревновательном) доступны также другие варианты Ninpo, например, Art of the Piercing Void (с англ. — «искусство пронзительной пустоты»).
Версия игры для приставки PlayStation 3 имеет дополнительную необязательную схему управления с использованием устройства PlayStation Move. Это сделано для того, что чтобы дать игрокам «новую грань ощущений, когда во время битвы игрок нарезает на ломтики плоть и кости врагов».

## Разработка и издание

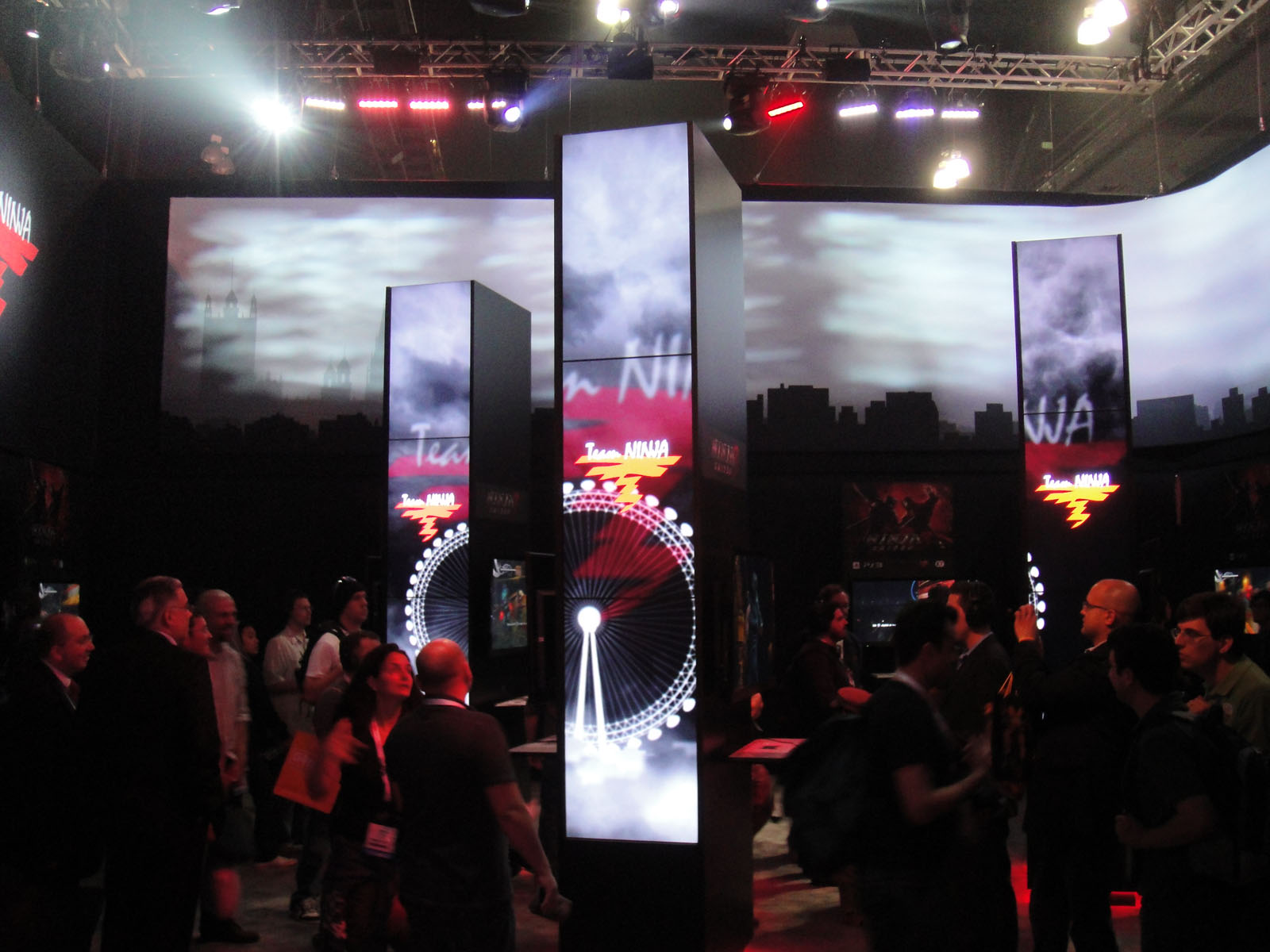
Анонс Ninja Gaiden 3 на выставке E3 2011

Анонс игры был проведен за закрытыми дверями на выставке Tokyo Game Show в 2010 г., в ходе анонса демонстрировалось одно изображение. Позднее был выпущен рекламный постер, на котором изображен покрытый кровью Рю, надевающий свою маску. Глава Team Ninja Ёсуки Хаяси (англ. Yosuke Hayashi) сказал: «Он выглядит так, будто пытается сделать что-то правой рукой. Ощущается, что с этой рукой что-то не так. Она вся в крови, но в этой крови есть что-то неестественное». Позднее Хаяси добавил больше деталей: «Рю демаскирует себя, и это — способ привлечения людей в его мир. Мы пытаемся сделать так, чтобы люди становились настоящими рю хаябусами. Количество крови не перекликается с идеей убийства людей, потому что это может быть кровь самого Рю. Мы концентрируется не только на резне людей, но и на самом Рю.»
Команда разработчиков не включила в игру возможность расчленять людей, что было ключевым графическим элементом предыдущих частей новой серии игр. Один из руководителей Team Ninja так сказал об этом: «люди не хотят больше смотреть на такое», — поэтому они удалили это из игры. На выставке Electronic Entertainment Expo 2011 было раскрыто, что в игре будут присутствовать как кооперативный, так и соревновательный многопользовательские режимы, при этом один или оба режима будут поддерживать до восьми игроков.
Сюжет для игры написал Масато Като, который также написал сюжет и занимался графическим дизайном игр оригинальной серии Ninja Gaiden для приставки NES. Хаяси отметил, что в Ninja Gaiden 3 могут появиться персонажи из серии игр для NES. Роберт (англ. Robert), заметный персонаж из Ninja Gaiden II: The Dark Sword of Chaos, появляется в игре в качестве камео в виде пилота, помогающего Рю перепрыгнуть на другой самолёт.
В демоверсии игры-файтинга Dead or Alive 5, которая прилагалась к Ninja Gaiden 3, включены персонажи Рю Хаябуса, Аянэ, Хаятэ и Хитоми. В версии для приставки Xbox 360 в качестве игровых персонажей доступны Хаябуса и Хитоми, тогда как в версии для Playstation 3 — Хаятэ и Аянэ. В коллекционном издании игры доступны все четыре персонажа. Компанией Koei Tecmo Wave были выпущены фигурки, изображающие схватку Рю с одним из боссов игры, которые прилагалась к коллекционному изданию Ninja Gaiden 3, распространяемому через сети GameStop и EB Games в США, Канаде Великобритании. Также в данное издание вошли: графический альбом («артбук»), компакт-диск с игровым саундтреком, а также специальный код для доступа к полной демоверсии Dead or Alive 5.
Пакеты загружаемого контента издавались на протяжении апреля 2012 года. В них содержится новое оружие, броня и предметы для модификации вида головных уборов. Кроме того, были изданы мини-игры «Ninja Trials».

## Критика
| Сводный рейтинг          | Сводный рейтинг              |
| Агрегатор                | Оценка                       |
| ------------------------ | ---------------------------- |
| GameRankings             | (X360) 55,00 % (PS3) 54,27 % |
| Metacritic               | (X360) 58/100 (PS3) 58/100   |
| «Критиканство»           | 52/100                       |
| Иноязычные издания       |                              |
| Издание                  | Оценка                       |
| CVG                      | 8/10                         |
| G4                       | 2/5                          |
| GameSpot                 | 5,5/10                       |
| IGN                      | 3/10                         |
| OXM                      | 8/10                         |
| Giant Bomb               | [ 22 ]                       |
| PS3 Official Magazine UK | 7/10                         |
| Русскоязычные издания    |                              |
| Издание                  | Оценка                       |
| PlayGround.ru            | 4,8/10                       |

Игра получила оценки ниже средних. Версия игры для приставки Xbox 360 на агрегаторе рецензий GameRankings получила оценку 55,00 %, на MetaCritic — 58/100, на «Критиканстве» — 52/100. Основным объектом критики стала излишняя прямолинейность игры.
Тем не менее, некоторые рецензии вышли относительно положительные. Так, издание Official Xbox Magazine оценило игру в 8 баллов из 10, похвалив схватки и графику, но и раскритиковав прямолинейный подход в концовке. Издание PlayStation Official Magazine — UK оценило игру в 7 баллов из 10, отметив, что «играть в неё весьма весело, даже если она не достигает своих великих целей». Издание Computer and Video Games также оценило игру в 8 баллов из 10, несмотря на то, что «прожженный геймер, который ранее, стиснув зубы, терпел наказания, вряд ли забудет мириады уступок, сделанных для широкой аудитории».
С другой стороны, издание GameSpot оценило игру в 5,5 баллов из 10, назвав её «пустой action-игрой с минимум присущего серии вызова и глубины». В IGN игру оценили в 3 балла из 10, назвав её «технической катастрофой».